# Bath (Dakota del Sud)
Bath è una comunità non incorporata e census-designated place degli Stati Uniti d'America della contea di Brown nello Stato del Dakota del Sud. La popolazione era di 172 persone al censimento del 2010.

## Storia
Un ufficio postale chiamato Bath è stato creato nel 1881. La comunità prende il nome dalla città di Bath in Inghilterra.